# Mitrasacme laricifolia
Mitrasacme laricifolia är en tvåhjärtbladig växtart som beskrevs av Robert Brown. Mitrasacme laricifolia ingår i släktet Mitrasacme och familjen Loganiaceae. Inga underarter finns listade i Catalogue of Life.